# 亨德森 (愛荷華州)
亨德森（英語：Henderson），是一个美國城市，位於美国爱荷华州工厂县。根據2010年的人口普查，當地的人口為185。
根據2010年人口普查，當地共有185人，74户家庭，其中有46个家庭居住在城市。

## 地理
亨德森是位于41°8′21″N 95°25′53″W / 41.13917°N 95.43139°W (41.139095,-95.431300)。
根据美国人口普查局，该城市的总面积為0.21平方英里（0.54平方）。